# هانس نيلز أندرسن
هانس نيلز أندرسن (بالدنماركية: H.N. Andersen) هو شخصية أعمال دنماركي، ولد في 10 سبتمبر 1852 في Nakskov ‏ في الدنمارك، وتوفي في 30 ديسمبر 1937.